# ○○の主役は我々だ!
○○の主役は我々だ!（まるまるのしゅやくはわれわれだ！）は、主にYouTubeやニコニコ動画で活動しているゲーム実況組織である。Minecraft関連動画を中心に、TRPGや、科学をテーマにした実写動画、政治や経済を解説する動画などを投稿している。略号に「我々だ」、「主役は我々だ」、「wrwrd」、「d!」などがある。
オリジナルルールの「マイクラ人狼」「マイクラ鬼ごっこ」、大喜利企画として笑点を模した「我々式しょーてん」、歴史や科学に関する解説動画、TRPG、他実況者とのコラボなど多ジャンルにわたって動画投稿をしているゲーム実況グループ。
「人狼ゲーム」「籠城戦」「レース」のような対戦要素の強いルールを作成し、MinecraftやGTA等のオンラインゲーム上で争い合うスタイルの動画が多い。YouTube参入が本格化する以前はHearts of IronやCivilizationのような高難易度の戦略ゲームも扱った。
「我々だ！に関係するキャラクターを提供・享受するすべての人がその一員である」という理念を掲げている。

## 経歴

### 活動開始
2010年10月19日、ニコニコ動画にHoiAARサイトの支援と活性化を目的に『同志スターリンの笑ってはいけない世界革命日誌』がグルッペンにより投稿される。
2011年7月23日、YouTubeメインチャンネルが開設される。
2014年7月6日、YouTube上で1本目の動画であるMinecraft動画『【Minecraft】親友５人とギスギスクラフトpart1【ほぼゆっくり実況】』がニコニコ動画と合わせて投稿される。
同年8月16日、ニコニコ動画にニコニコミュニティ『○○の主役は我々だ！』を開設。
2016年4月1日、ニコニコ動画にニコニコチャンネル『チャンネルの主役は我々だ！』を開設。
同年11月22日、RPGアツマールのサービス開始と共にグルッペン・フューラー作のオリジナルゲーム『異世界の主役は我々だ！』を公開。2023年6月28日にRPGアツマールがサービスを終了するまで第1章が公表されていた。
2017年4月、『コミックフラッパー』（KADOKAWA）5月号にてコミック版『異世界の主役は我々だ！』を連載開始。グルッペン・フューラーが原作者を務め、ゲームとして公開した第1章以降の展開を含め連載している。
2018年3月、同雑誌にて『ヘルドクターくられの科学はすべてを解決する!!』を連載開始。
2019年9月にはTVアニメ『Dr.STONE』とのコラボ動画を投稿。
2020年1月、『週刊少年チャンピオン』（秋田書店）6号にて『魔入りました!入間くん』の公式スピンオフ漫画『魔界の主役は我々だ！』を連載開始。監修をコネシマが務める。

### エンブレム設定後
2020年12月27日、OP・ED曲の『Trigger』を公開。同時期に視聴者投票などを経て決定したエンブレム（アイコン等に使用するモチーフ）、ヘッダー、キャラクター立ち絵などを刷新した。
2022年4月5日、YouTubeチャンネル『我々だ!の森キャンプ場』を開設。
2022年8月10日、YouTubeチャンネルの登録者数が100万人を突破した。
同年8月より『月刊コミックフラッパー』の増刊誌である『コミックアルナ』（KADOKAWA）にて『エンプレスエイジ〜闇社会の主役は我々だ!〜』を連載開始。監修はゾムが務める。合わせて『異世界の主役は我々だ!』『ヘルドクターくられの科学はすべてを解決する!!』は同誌へ移籍。
2023年2月にて『ヘルドクターくられの科学はすべてを解決する!!』が完結する。2023年6月13日、続編である『ヘルドクターくられの続科学はすべてを解決する』が連載開始。前作ではくられが科学監修を務め、〇〇の主役は我々だ!原作で制作されていたが、続編はくられ原作、我々だ!制作協力と体制が変更された。
2023年8月16日よりWeb漫画雑誌『ヤングエースUP』（KADOKAWA）より『我演義 〜乱世の主役は我々だ！〜』を連載開始。監修はロボロが務める。
2024年4月3日、初となる地上波ラジオ『我々だ！の侵夜ラジオ』が文化放送にて放送開始。

### 活動不定期化からの権利騒動

#### 概要
ここでは2024年9月に「○○の主役は我々だ!」の活動メンバー全員が脱退した一連の事件を扱う。活動メンバーである鬱先生・トントン・ゾム・シャオロン・エーミール・ショッピ・ロボロ・チーノ・レパロウ・オスマンが脱退した。前半6名は新グループ「まじめにヤバシティ」を立ち上げ、残りは個人名義での活動となった。我々だにはコネシマが活動に復帰し個人チャンネルで活動をしている。またブロマガやX(Twitter)で度々顔を出していたオスマンも完全に脱退する形となった。

#### 一連の経緯
2024年8月30日、ブロマガ上で『○○の主役は我々だ!』から「メンバーとの日程調整」を理由に会員限定生放送をしばらくの間休止することが発表される。
9月1日、動画出演メンバー（後述する9人）のXのアイコンやユーザー名、プロフなどが一斉に変更され、「我々だ」という単語の記載が削除された。続いて「皆さまへお詫びとお知らせ」と題した動画がYouTubeチャンネル「ー旦ここで」から投稿された（諸般の事情により、現在はその動画は非公開）。動画には鬱先生・トントン・ゾム・ロボロ・シャオロン・エーミール・ショッピ・チーノ・レパロウの計9名が音声のみで出演し、現状の説明、騒動の謝罪と自分たちの活動を続けたいという意思表明を行った。「我々だ」運営とはグループの著作権を管理する権利者のことであり、ニコニコチャンネルの運営会社であるドワンゴおよび親会社のKADOKAWAは無関係。
同月6日、「我々だ」運営から「グループは組織再編の最中で、9月1日に既存の契約が失効したため、メンバーとの契約の更新を行うまで著作物を用いた活動が困難な状況である」というブロマガが発表される。
同月7日　「一旦ここで」にて、YouTubeチャンネル「まじめにヤバシティ」を新たに開設し、「○○の主役は我々だ!」とは無関係な活動を始めることを発表した。9月中に参加が決まっていたコラボ配信は、利用するマイクラスキンや参加名義を変更して「まじめにヤバシティ」として参加する流れとなった。
同月14日　「一旦ここで」にて、脱退メンバー側と我々だ権利者側との交渉が難航していることを発表。「まじめにヤバシティ」での活動を本格化させることを宣言した。
同月19日、「我々だ」運営から「メンバーのうち、グルッペン、コネシマ両名と契約が成立したこと、他メンバーの復帰を待つ間、コネシマの個人チャンネルを開設すること」を発表した。
同月20日、「一旦ここで」にて、鬱先生・トントン・ゾム・シャオロン・エーミール・ショッピの計6名が活動を全面的にYouTubeチャンネル 「まじめにヤバシティ」に移し、ロボロ・チーノ・レパロウの計3名はそれぞれ個人での活動を主にすることを公表。事実上「〇〇の主役は我々だ」を脱退した。
10月4日、コネシマの個人チャンネル「コネシマEX」が開設され、「第二次我々だ」として活動していくことを表明した。
10月17日、「我々だ」運営からブロマガが投稿される。現活動メンバー10名（鬱先生、エーミール、シャオロン、ショッピ、ゾム、トントン、チーノ、レパロウ、ロボロ、オスマン）の脱退を認めた。また、「異世界の主役は我々だ」以外の漫画作品はすべて連載終了することを発表した。

## メンバー
メンバーの大半が関西弁を話す。

### 現メンバー
グルッペン・フューラー
2010年10月19日「同志スターリンの笑ってはいけない世界革命日誌」にて初登場。実況者グループ「○○の主役は我々だ!」の創設者。2014年7月6日「【Minecraft】親友５人とギスギスクラフトpart1【ほぼゆっくり実況】」にて初声出し。戦略シミュレーションゲームでは主にドイツを担当。名前はドイツ語で集団指導者を意味する「Gruppen führer」に由来する。2017年には「歴史SLGオタク」仲間として『幼女戦記』の作者であるカルロ・ゼンと対談を行った。エンブレム制定を期に裏方に専念し、「異世界の主役は我々だ！」監修やブロマガの執筆、「国王を探せ！」を初めとする企画開発を担う。メンバーカラーは黒色、または灰色。
コネシマ
2011年9月1日「【HoI2】第二次世界大戦の主役は我々だ！part1【ゆっくり実況】」にて初登場。2014年6月18日「【HoI2】ヒトラーの逆襲！part3【ゆっくり実況】」にて初声出し。2014年7月6日「【Minecraft】親友５人とギスギスクラフトpart1【ほぼゆっくり実況】」にてYouTube初登場。エンブレム制定後はグルッペンの指名でグループの議長を務める。縦縞のサッカーユニフォームを着た金髪青年姿の立ち絵。名前の由来は理屈を捏ねる性格から。2020年1月9日から2025年3月6日まで「週刊少年チャンピオン」にて連載されていた「魔界の主役は我々だ!」の原作監修を担当していた。メンバーカラーは水色。
ひとらんらん
2011年9月1日「【HoI2】第二次世界大戦の主役は我々だ！part1【ゆっくり実況】」にて初登場。2014年7月25日「【HoI2】悪友たちと本気で戦略ゲーやってみた【マルチ実況】」にてYouTube初登場。2015年4月18日「【HoI2】知り合いたちと本気で戦略ゲーやってみた【マルチ実況】」にて初声出し。大日本帝国海軍の白い軍服姿で帯刀し、赤いバツ印の書かれたマスクを着けた立ち絵。名前の由来は戦略シミュレーションゲームでナチス・ドイツを担当した際に、ヒトラーとネットスラングのらんらん(らん豚)を掛け合わせて生まれた愛称。Twitterの更新は2017年11月23日で止まっていたが、2024年10月4日に更新。
コネシマの個人チャンネルにて久々に動画に登場。2025年賀状企画には参加している。メンバーカラーは白色。

### 元メンバー
オスマン
2010年10月23日「【HoI2】同志スターリンの笑ってはいけない世界革命日誌part1」にて初登場。2012年3月18日「【HoI2】第二次世界大戦の主役は我々だ！part10【ゆっくり実況】」にて初声出し。フェズを被り、オスマントルコ軍服または聖職者枢機卿の衣装を着た立ち絵、またはサングラスをかけたヒットマンのような立ち絵。名前は戦略シミュレーションゲームで担当していたオスマン帝国に由来する。正式な表記は♂♀(オスマン)。2018年9月23日「【GMOD人狼】巨大なプールにも裏切者がいるらしい」以降は動画に出演せず、ブロマガの執筆やTwitterの更新、個人配信「生deオスマン」を行っていた。2022年8月18日「ワナだらけの地下実験室から脱出せよ！零次政府軍の秘密とは？【マイクラ天落記】第7話零次篇」では音声で参加。2024年9月21日、自身のXにてブロマガの執筆を止めることを発表し、活動を終了した。誕生日は10月29日。メンバーカラーは深緑色または緑。
トントン
2011年2月17日「【HoI2】絶望！大日本帝国 大東亜戦争マルチ【ゆっくり実況】」にて初登場。2014年6月18日「【HoI2】ヒトラーの逆襲！part3【ゆっくり実況】」にて初声出し。2014年7月25日「【HoI2】悪友たちと本気で戦略ゲーやってみた【マルチ実況】」にてYouTube初登場。ソ連軍服を着た豚の姿の立ち絵。旧スキンはメガネに黒髪の七三分けの人間姿であった。戦略シミュレーションゲームでは主にソビエト連邦を担当。大天使転じて「堕天使」、生放送「我々議会」の議事録を担当していたことから「書記長」とも。2024年9月20日から「まじめにヤバシティ」での活動を主とする。メンバーカラーは赤色。
鬱先生（大先生）
2012年2月7日「【HoI2】第二次世界大戦の主役は我々だ！part9【ゆっくり実況】」にて初登場。2014年6月18日「【HoI2】ヒトラーの逆襲！part3【ゆっくり実況】」にて初声出し。2014年7月6日「【Minecraft】親友５人とギスギスクラフトpart1【ほぼゆっくり実況】」にてYouTube初登場。スーツを着た前髪の長いサラリーマン風の立ち絵。「異世界の主役は我々だ!」「ヘルドクターくられの科学はすべてを解決する!!」両作品の主人公である。誕生日は1月22日。2024年9月20日から「まじめにヤバシティ」での活動を主とする。メンバーカラーは青色。
シャオロン
2014年7月6日「【Minecraft】親友5人とギスギスクラフトpart1【ほぼゆっくり実況】」にて初登場。黄色のオーバーオール、中に赤と白の横縞模様の長袖を着て、豚の飾りが付いたニット帽を被った立ち絵。ニット帽ではなく豚の髪留めをしている場合もある。名前の由来は、プロ野球球団中日ドラゴンズのマスコットキャラクター、シャオロンから取られた。「魔界の主役は我々だ!」に主人公のトイフェル・シャオロンとして登場している。誕生日は9月22日。2024年9月20日から「まじめにヤバシティ」での活動を主とする。メンバーカラーは黄色。
ロボロ
2014年7月6日「【Minecraft】親友5人とギスギスクラフトpart1【ほぼゆっくり実況】」にて初登場。当初ロボロというキャラクターでは出演せず、若本規夫の声真似で天の声（ナレーター）を担当していた。同年に投稿された「Minecraftの主役は我々だ！」シリーズから本格的に出演開始。顔に「天」と書かれた雑面を着け、黒子モチーフの橙色の和服を着た立ち絵。2023年より「我演義 〜乱世の主役は我々だ！〜」の監修も担当した。2024年9月20日から個人チャンネル（最高コーラ）での活動を主とし、「まじめにヤバシティ」にも参加する。メンバーカラーは桃色。
ゾム
2014年12月11日「【Minecraft】ウィザー12体ＶＳ我々 part1【マルチプレイ】」にて初登場。2014年12月12日「Mincraftの主役は我々だ！part1」にてYouTube初登場。Minecraftのクリーパーを模した緑色、或いは迷彩柄のパーカーを着用し、目元が影に隠れた立ち絵。2022年より「エンプレスエイジ〜闇社会の主役は我々だ！〜」の監修を担当した。2024年9月20日から「まじめにヤバシティ」での活動を主とする。メンバーカラーは黄緑色。
エーミール
2016年6月23日「【時事】英国EU離脱！？ジョンブルからの挑戦状！【ゆっくり解説】」にて初登場。同年6月24日「【時事】英国EU離脱！？ジョンブルからの挑戦状！【ゆっくり解説】」にてYouTube初登場。同年12月29日「【WoT】期待の新人登場！混成小隊！！【実況プレイ動画】」にて初声出し。七三分けの髪型、白目、ベストに緑ネクタイをした立ち絵。2024年9月20日から「まじめにヤバシティ」での活動を主とする。メンバーカラーは茶色。
ショッピ
2018年2月2日「【13日の金曜日】新メンバー参戦！でもジェイソンやっぱり怖い！」にて初登場。同年3月4日「【GMod】挨拶の次は、もちろんかくれんぼ【prophunt】」にてニコニコ動画初登場。バイクヘルメットを被り、ファーのついたジャケットを着た立ち絵。名前の由来は煙草のショートピース。2024年9月20日から「まじめにヤバシティ」での活動を主とする。メンバーカラーは薄紫色、または藤色。
チーノ
2018年12月22日「三極世界で世界の覇者を決めてみた Part 1」にてカナダ担当のゲストとして初登場。2019年3月10日「【Minecraft×人狼？】ガチ新メンバーを交えて人狼やってみた！！」にて初声出し、YouTube初登場。瓶底眼鏡をかけて首から懐中時計を提げ水色のサスペンダーを着た立ち絵。名前の由来はペペロンチーノ。2024年9月20日から個人チャンネル（ちーの・卵・ポーノ）での活動を主とし、「まじめにヤバシティ」にも参加する。メンバーカラーは橙色。
レパロウ
2024年4月7日「新メンバー“レパロウ”参戦！先輩からの圧に耐えろ…！【マイクラ/ゾンビ人狼】」にて初登場。青緑色の服にヒョウ柄プリントのジャケットを重ね、ヒョウ柄ヘッドフォンを銀髪の頭に装着した立ち絵。視聴者に向け「僕は偉い人なんだぞ！」と発しているが、メンバーによくイジられる。鉄拳8など対人ゲームを配信することも多い。2024年9月20日から個人チャンネル（ひょう太朗）での活動を主とし、「まじめにヤバシティ」にも参加する。メンバーカラーはエメラルドグリーン。

### 不明
兄さん
2014年7月6日「【Minecraft】親友5人とギスギスクラフトpart1【ほぼゆっくり実況】」にて初登場。ストールを巻きメガネをかけた男性の立ち絵。活動期間は短いが、コミュニティ開設後の黎明期、シャオロン、コネシマ、鬱先生と共に「しゃおわんTV!!コネックス」などの不定期生放送を行っていた。2015年を最後にTwitterの更新は停止しており、2025年現在は活動していない。メンバーカラーは紫色。
しんぺい神
2015年7月9日「【Wot】 Wotで遊ぼう 前編【マルチ】」にて初登場。2016年7月7日「Minecraftの主役は我々だ！part17」にてYouTube初登場。動画内の立ち絵はいらすとやの素材を使用したものの他、顔に「神」と書かれた雑面をつけた外見で表現されたものがある。動画への最新の参加は2022年3月25日「【大喜利】定時投稿やめてくんねえかな【我々式】」。また、まじめにヤバシティの動画で名前を挙げられ競馬の予想をするなどがあった。メンバーカラーは空色または薄桃色。

## 書誌情報

### 異世界の主役は我々だ！
『異世界の主役は我々だ！』は、原作：グルッペン・フューラー、ユーザー原案：せらみかる+ユーザーのみなさん、著者：加茂ユウジによる日本の漫画。『月刊コミックフラッパー』にて、2017年5月号から2022年7月号まで連載された。その後、同誌の増刊誌『コミックアルナ』ヘ移籍して、創刊号から連載されている。本作は、実況プレイ動画製作集団「○○の主役は我々だ！」のメンバーたちが登場し活躍する物語となっている。2024年2月時点で累計部数は140万部を突破している。
| 巻数 | 発売日         | ISBN              |
| ---- | -------------- | ----------------- |
| 1    | 2017年9月23日  | 978-4-04-069416-0 |
| 2    | 2018年2月22日  | 978-4-04-069689-8 |
| 3    | 2018年8月23日  | 978-4-04-065028-9 |
| 4    | 2019年2月22日  | 978-4-04-065475-1 |
| 5    | 2019年8月23日  | 978-4-04-065883-4 |
| 6    | 2020年2月21日  | 978-4-04-064339-7 |
| 7    | 2020年8月21日  | 978-4-04-064823-1 |
| 8    | 2021年2月20日  | 978-4-04-680203-3 |
| 9    | 2021年8月20日  | 978-4-04-680662-8 |
| 10   | 2022年2月21日  | 978-4-04-681148-6 |
| 11   | 2022年9月13日  | 978-4-04-681705-1 |
| 12   | 2023年4月14日  | 978-4-04-682276-5 |
| 13   | 2024年2月16日  | 978-4-04-683288-7 |
| 14   | 2024年10月17日 | 978-4-04-684063-9 |
| 15   | 2025年3月17日  | 978-4-04-684704-1 |

### ヘルドクターくられの科学はすべてを解決する!!
『ヘルドクターくられの科学はすべてを解決する!!』は、原案・科学監修：くられ、原作：○○の主役は我々だ!、著者：加茂ユウジによる日本の漫画。『月刊コミックフラッパー』にて、2018年4月号から2022年7月号まで連載された。その後、同誌の増刊誌『コミックアルナ』ヘ移籍して、創刊号から2023年3月号まで連載された。小学4年生のウツくんと「科学で解決できないものはない」と主張する狐面のマッドサイエンティストとの日常を描いている。その後、本作がパワーアップした『ヘルドクターくられの続科学はすべてを解決する!!』が『コミックアルナ』にて、2023年7月号より連載されていたが、2024年11月号に掲載後、作家と会社による協議の結果、同年12月号から無期限休載。

### 魔界の主役は我々だ！
『魔界の主役は我々だ！』は、『週刊少年チャンピオン』で連載されている、原案：西修、原作監修：コネシマ、漫画：津田沼篤の漫画である。本作品は西修の『魔入りました!入間くん』の公式スピンオフ作品にあたる作品で、悪魔学校バビルスを舞台に主人公の悪魔トイフェル・シャオロンの活躍を描いている。作家と会社による協議の結果、2025年6月発売の単行本第22巻をもって完結となった。

### エンプレスエイジ〜闇社会の主役は我々だ！〜
『エンプレスエイジ〜闇社会の主役は我々だ！〜』は、監修：ゾム、著者：せらみかるによる日本の漫画。『コミックアルナ』（KADOKAWA）にて、2022年8月号（創刊号）より連載されている。作家と会社による協議の結果、2024年11月号をもって無期限休載。
| タイトル                                     | 発売日         | ISBN              |
| -------------------------------------------- | -------------- | ----------------- |
| エンプレスエイジ〜闇社会の主役は我々だ！〜 1 | 2022年12月16日 | 978-4-04-682026-6 |
| エンプレスエイジ〜闇社会の主役は我々だ！〜 2 | 2023年8月16日  | 978-4-04-682521-6 |
| エンプレスエイジ〜闇社会の主役は我々だ！〜 3 | 2024年3月14日  | 978-4-04-683426-3 |
| エンプレスエイジ〜闇社会の主役は我々だ！〜 4 | 2025年1月14日  | 978-4-04-684272-5 |

### 我演義 〜乱世の主役は我々だ！〜
『我演義 〜乱世の主役は我々だ！〜』は、監修：ロボロ、漫画：グラタン鳥、筋トレ監修＆協力：オタク女性専門パーソナルジムClaraによる日本の漫画。『ヤングエースUP』（KADOKAWA）にて、2023年8月16日より2025年3月5日まで連載された。○○の主役は我々だ!のメンバーが三国志の登場人物として描かれる、ショートギャグ漫画である。作家と会社による協議の結果、完結されると発表されていた。
| タイトル                          | 発売日       | ISBN              |
| --------------------------------- | ------------ | ----------------- |
| 我演義 〜乱世の主役は我々だ！〜 1 | 2024年5月2日 | 978-4-04-114694-1 |
| 我演義 〜乱世の主役は我々だ！〜 2 | 2025年3月4日 | 978-4-04-115487-8 |
| 我演義 〜乱世の主役は我々だ！〜 3 | 2025年6月4日 | 978-4-04-116133-3 |
| 我演義 〜乱世の主役は我々だ！〜 4 | 2025年6月4日 | 978-4-04-116343-6 |